# Izrael a 2018. évi téli olimpiai játékokon
Izrael a dél-koreai Phjongcshangban megrendezett 2018. évi téli olimpiai játékok egyik részt vevő nemzete volt. Az országot az olimpián 4 sportágban 10 sportoló képviselte, akik érmet nem szereztek.

## Alpesisí
Férfi
| Versenyző    | Versenyszám      | 1. futam      | 1. futam      | 2. futam | 2. futam | Összesítés | Összesítés |
| Versenyző    | Versenyszám      | Idő           | Hely.         | Idő      | Hely.    | Idő        | Helyezés   |
| ------------ | ---------------- | ------------- | ------------- | -------- | -------- | ---------- | ---------- |
| Itamar Biran | Óriás-műlesiklás | 1:17,52       | 58.           | 1:16,19  | 45.      | 2:33,71    | 49.        |
| Itamar Biran | Műlesiklás       | nem ért célba | nem ért célba | kiesett  | kiesett  | kiesett    | kiesett    |

## Műkorcsolya
| Versenyző                         | Versenyszám  | Rövid program | Rövid program | Kűr     | Kűr     | Összesítés | Összesítés |
| Versenyző                         | Versenyszám  | Pont          | Hely.         | Pont    | Hely.   | Pont       | Helyezés   |
| --------------------------------- | ------------ | ------------- | ------------- | ------- | ------- | ---------- | ---------- |
| Oleksii Bychenko                  | Férfi egyéni | 84,13         | 13.           | 172,88  | 9.      | 257,01     | 11.        |
| Daniel Samohin                    | Férfi egyéni | 80,69         | 18.           | 170,75  | 11.     | 251,44     | 13.        |
| Paige Conners Evgeni Krasnopolski | Páros        | 60,35         | 19.           | kiesett | kiesett | kiesett    | kiesett    |
| Adel Tankova Ronald Zilberberg    | Jégtánc      | 46,66         | 24.           | kiesett | kiesett | kiesett    | kiesett    |

Csapat
| Versenyző | Versenyszám   | Rövid program    | Rövid program    | Rövid program    | Rövid program    | Rövid program | Rövid program | Kűr              | Kűr              | Kűr              | Kűr              | Kűr        | Kűr        |
| Versenyző | Versenyszám   | Férfi            | Női              | Páros            | Jégtánc          | Összesítés    | Összesítés    | Férfi            | Női              | Páros            | Jégtánc          | Összesítés | Összesítés |
| Versenyző | Versenyszám   | Pont Csapat pont | Pont Csapat pont | Pont Csapat pont | Pont Csapat pont | Pont          | Hely.         | Pont Csapat pont | Pont Csapat pont | Pont Csapat pont | Pont Csapat pont | Pont       | Helyezés   |
| --- | ------------- | ---------------- | ---------------- | ---------------- | ---------------- | ------------- | ------------- | ---------------- | ---------------- | ---------------- | ---------------- | ---------- | ---------- |
| Oleksii Bychenko (F) Aimee Buchanan (N) Paige Conners / Evgeni Krasnopolski (P) Adel Tankova / Ronald Zilberberg (J) | Csapatverseny | 88,49 9          | 46,30 1          | 54,47 2          | 44,61 1          | 13            | 8.            | kiesett          | kiesett          | kiesett          | kiesett          | kiesett    | kiesett    |

## Rövidpályás gyorskorcsolya
Férfi
| Versenyző         | Versenyszám | Előfutam | Előfutam | Negyeddöntő | Negyeddöntő | Elődöntő | Elődöntő | B döntő | B döntő | Döntő   | Döntő   | Helyezés |
| Versenyző         | Versenyszám | Idő      | Hely.    | Idő         | Hely.       | Idő      | Hely.    | Idő     | Hely.   | Idő     | Hely.   | Helyezés |
| ----------------- | ----------- | -------- | -------- | ----------- | ----------- | -------- | -------- | ------- | ------- | ------- | ------- | -------- |
| Vladislav Bykanov | 500 m       | 47,177   | 4.       | kiesett     | kiesett     | kiesett  | kiesett  | kiesett | kiesett | kiesett | kiesett | 26.      |
| Vladislav Bykanov | 1000 m      | kizárták | kizárták | kiesett     | kiesett     | kiesett  | kiesett  | kiesett | kiesett | kiesett | kiesett | –        |
| Vladislav Bykanov | 1500 m      | kizárták | kizárták |             |             | kiesett  | kiesett  | kiesett | kiesett | kiesett | kiesett | –        |

## Szkeleton
| Versenyző    | Versenyszám | 1. futam | 1. futam | 2. futam | 2. futam | 3. futam | 3. futam | 4. futam | 4. futam | Összesítés | Összesítés |
| Versenyző    | Versenyszám | Idő      | Hely.    | Idő      | Hely.    | Idő      | Hely.    | Idő      | Hely.    | Idő        | Helyezés   |
| ------------ | ----------- | -------- | -------- | -------- | -------- | -------- | -------- | -------- | -------- | ---------- | ---------- |
| Adam Edelman | Férfi       | 52,48    | 28.      | 52,43    | 28.      | 52,35    | 28.      | kiesett  | kiesett  | 2:37,26    | 28.        |